# Igreja de Nossa Senhora do Monte
A Igreja de Nossa Senhora do Monte, também referida como Santuário de Nossa Senhora do Monte, é a principal igreja da freguesia de Monte, no Município de Funchal, na Região Autónoma da Madeira.

## História
Em 1470, uma capela (dedicada a Nossa Senhora da Encarnação) foi construída neste site por Adão Gonçalves Ferreira, o primeiro homem nascido na Madeira.
Em 10 de junho de 1741, foi posta a primeira pedra da Igreja atual dedicada a Nossa Senhora do Monte. Poucos meses depois da conclusão da igreja, a Igreja foi gravemente afetada por um terremoto em 31 de março de 1748. Foi reconstruída e, em 20 de dezembro de 1818, a Igreja foi finalmente consagrada pelo Arcebispo de Meliapor e pelo administrador da Diocese D. Frei Joaquim de Meneses e Ataíde.
Aqui se encontram os restos mortais de Carlos I da Áustria, exilado político na sequência da dissolução do Império Austro-húngaro.

## Galeria

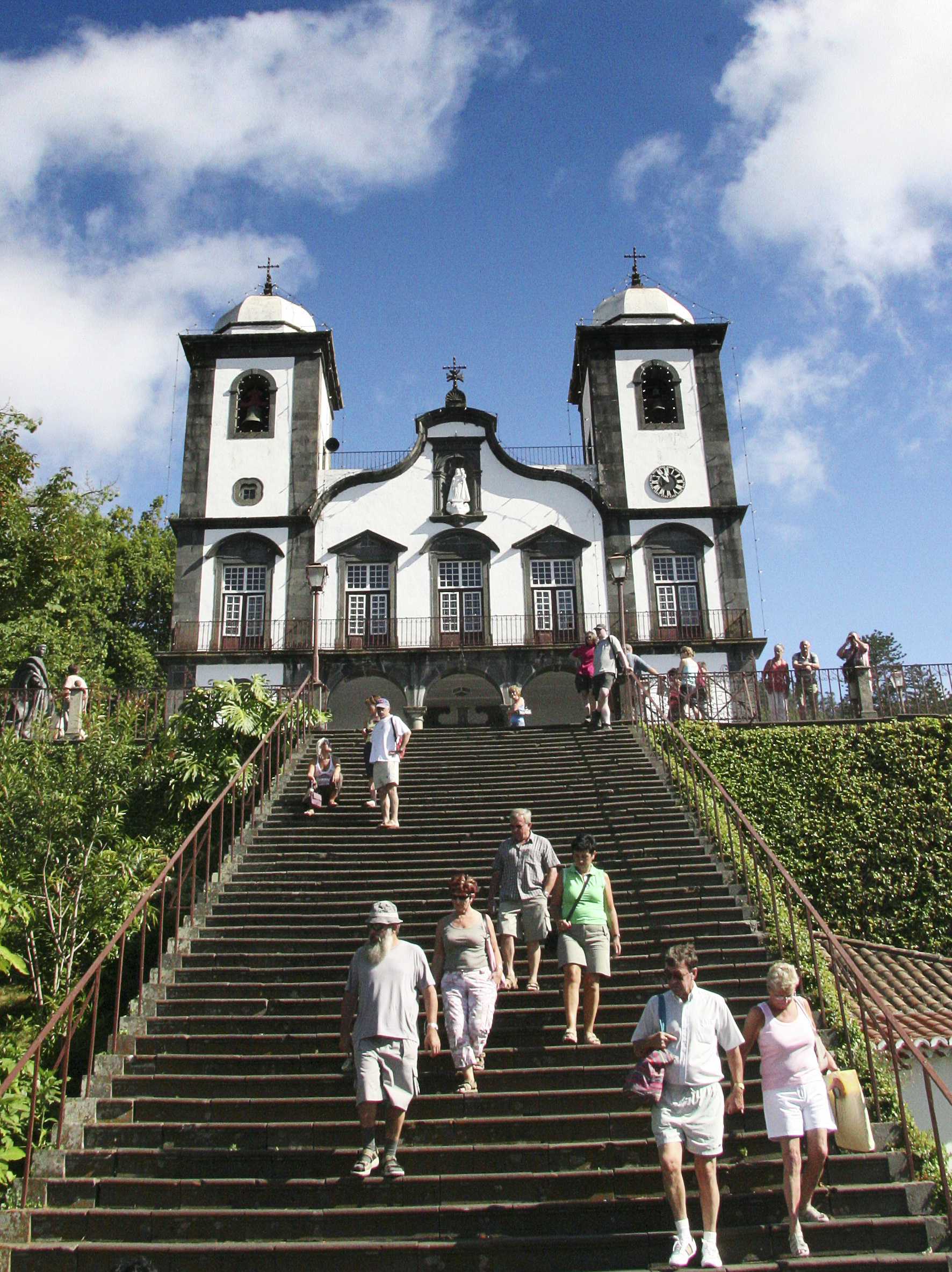
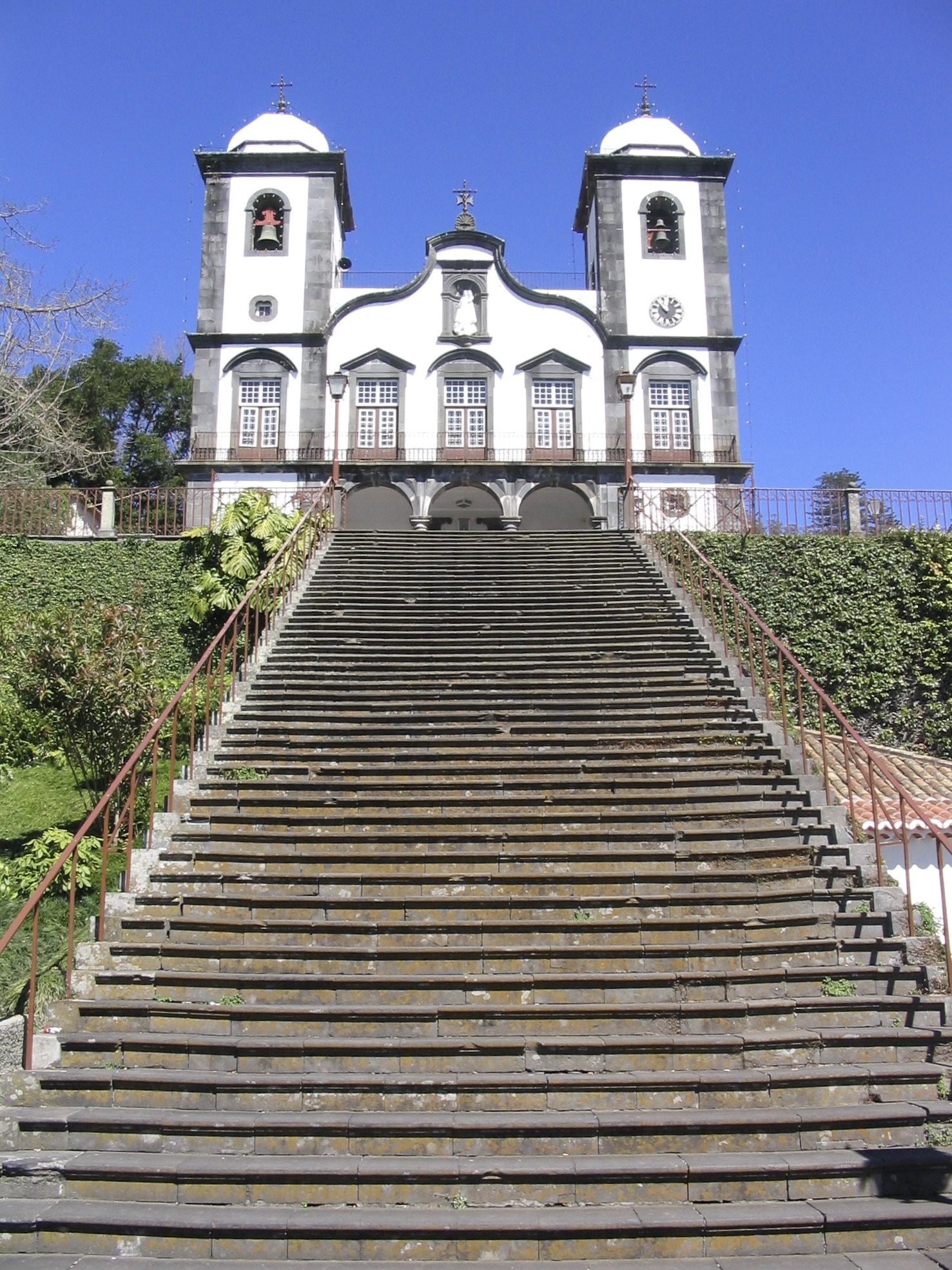
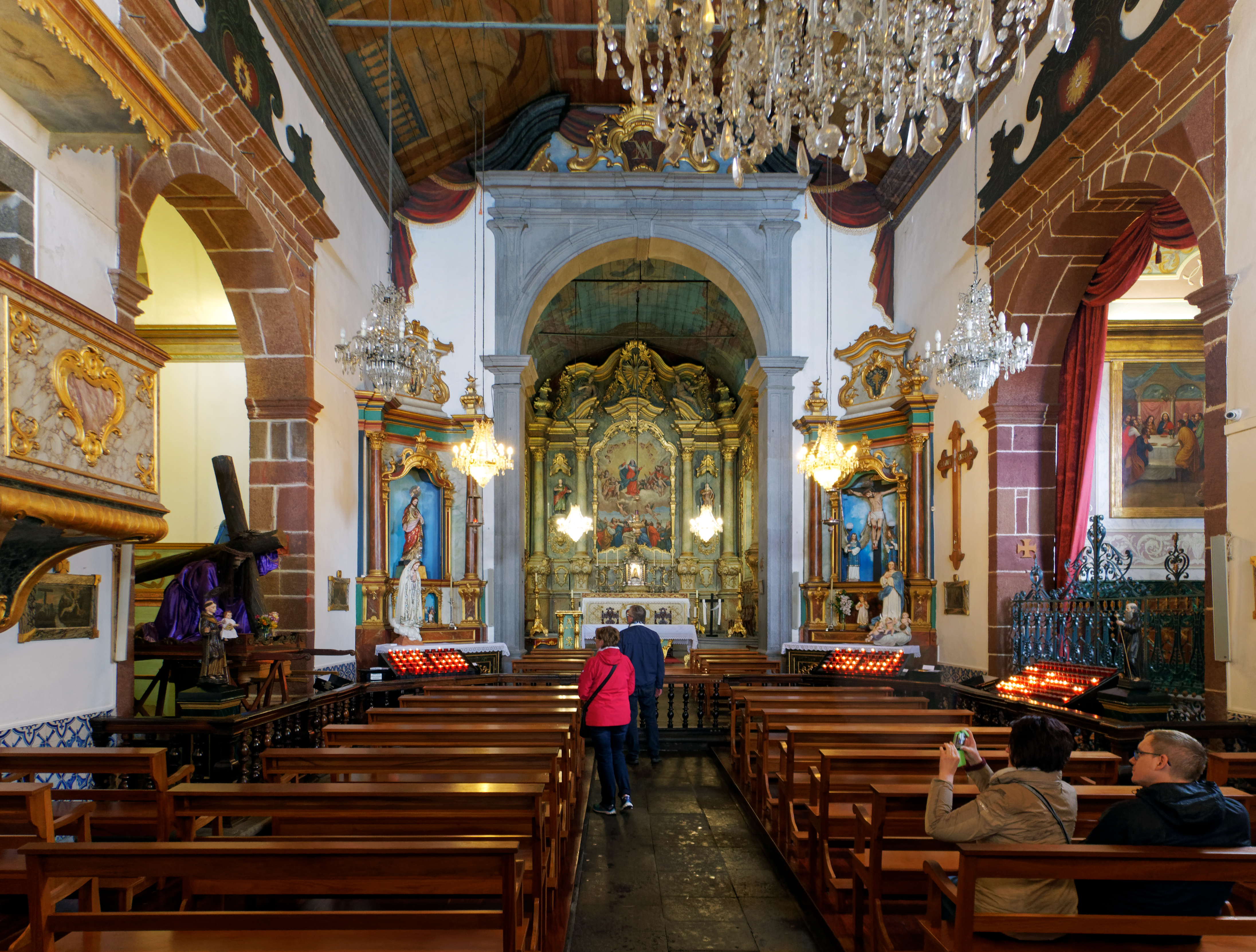
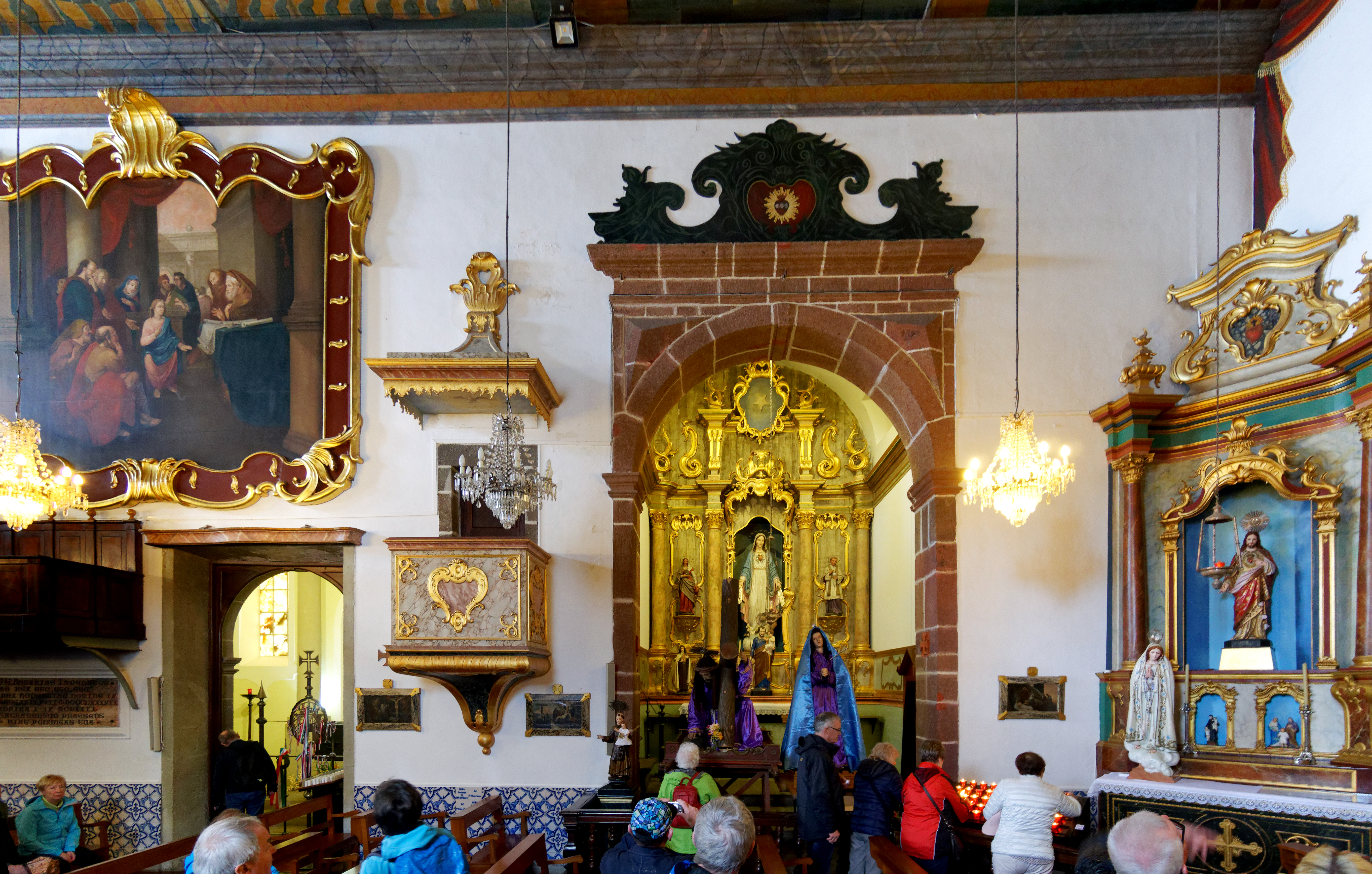
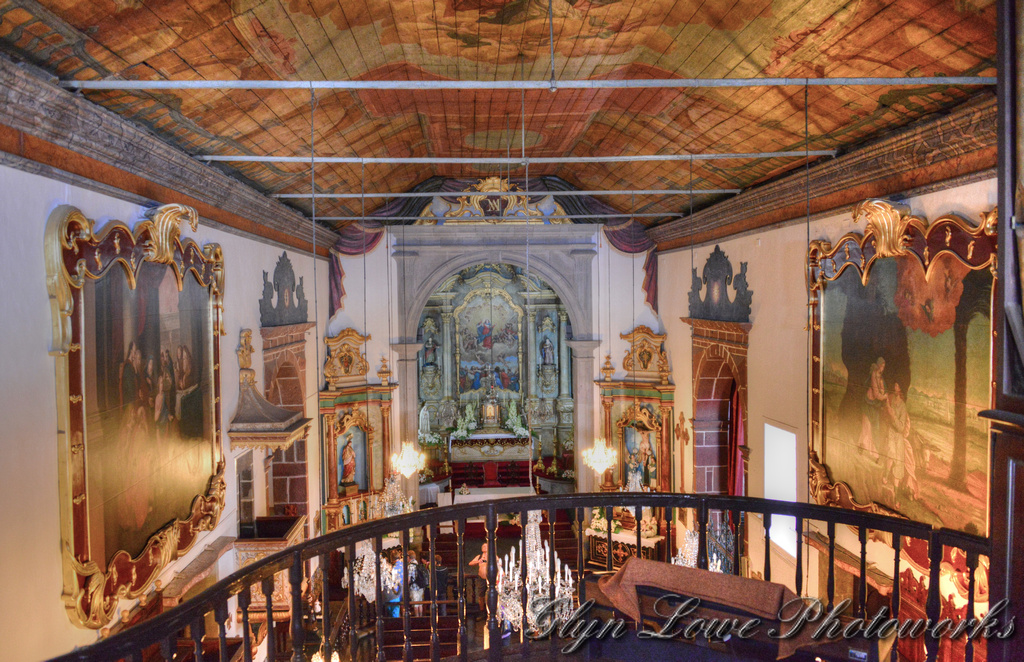
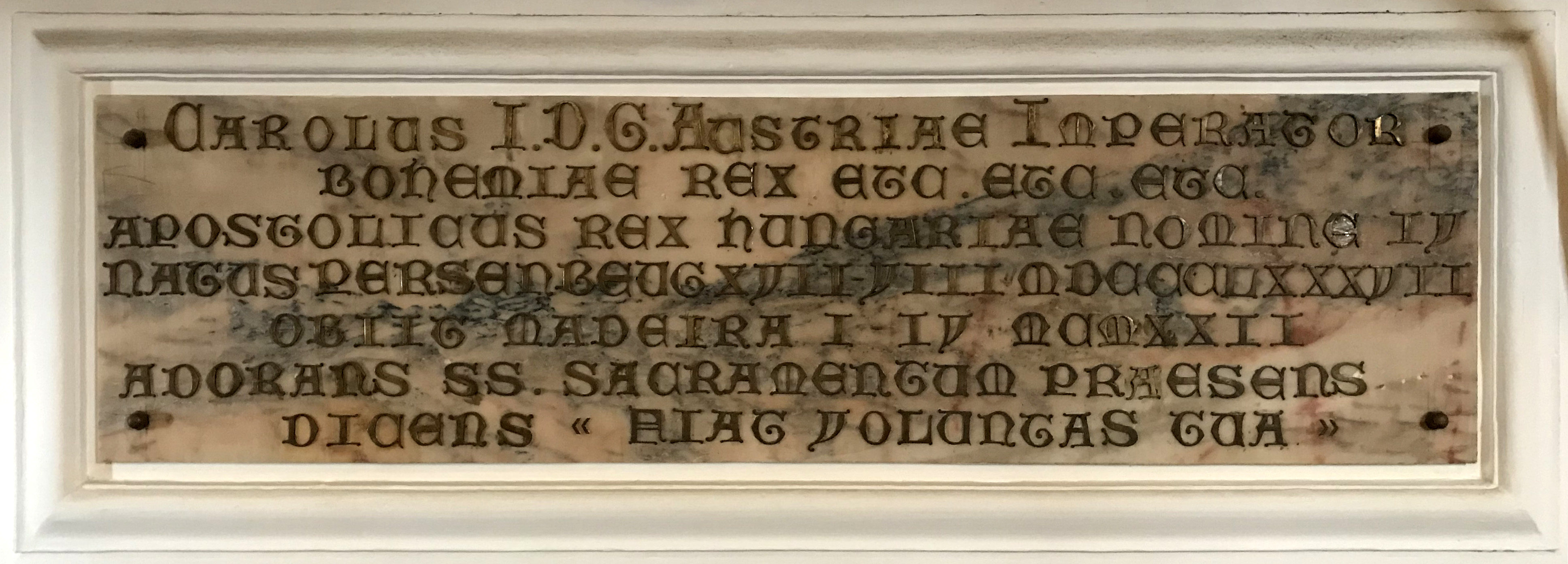
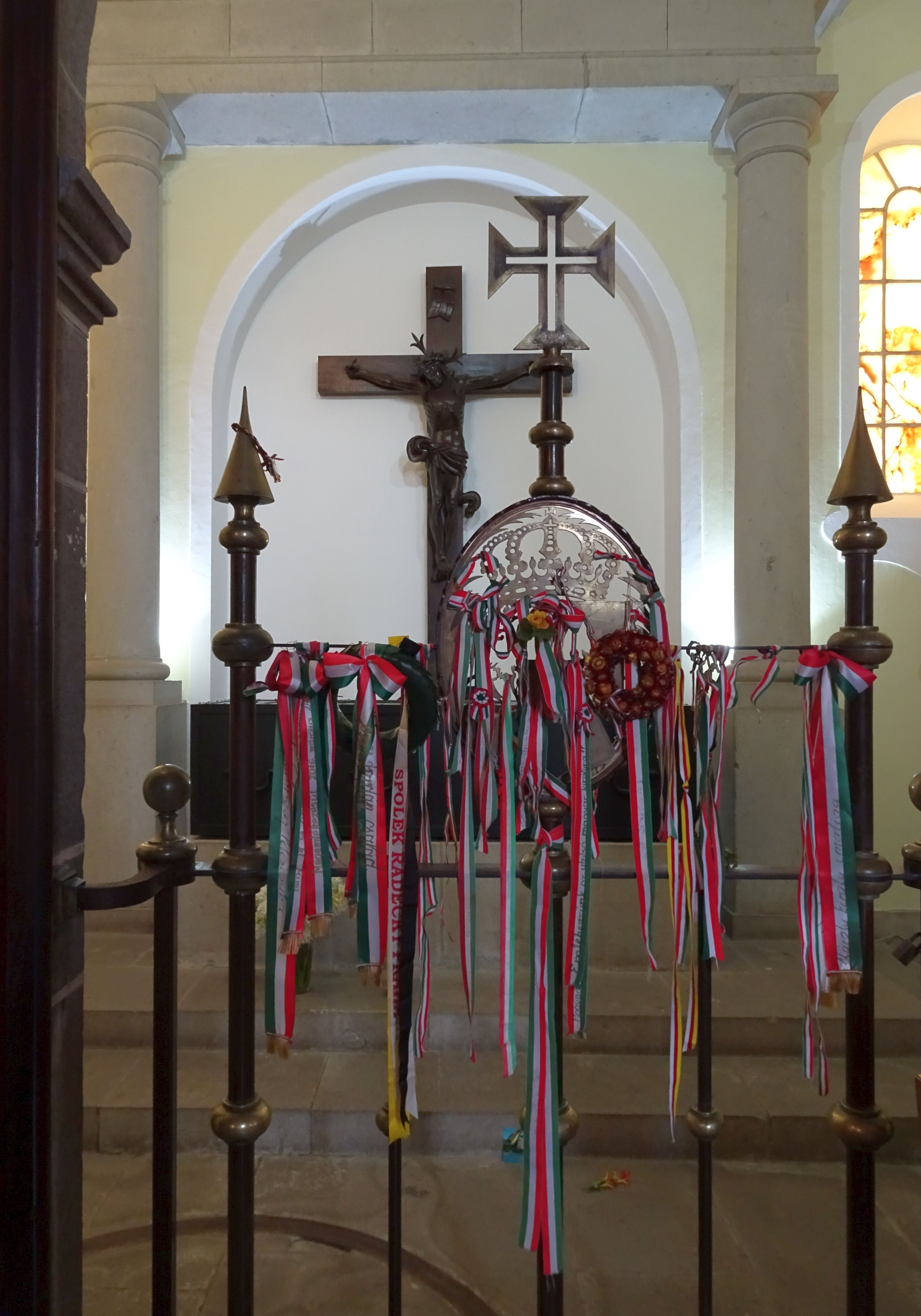
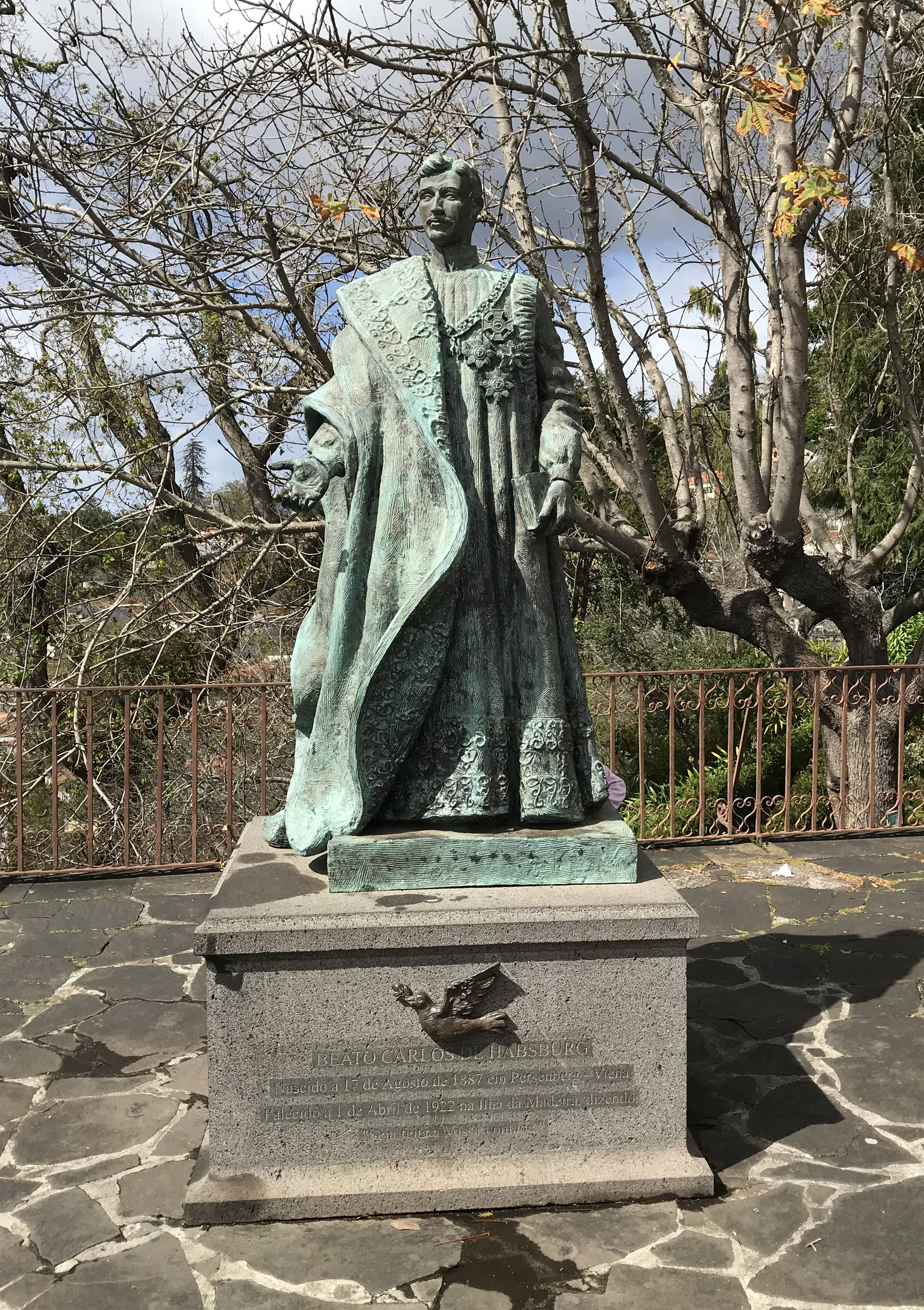